# مینورو اوکی
مینورو اوکی (انگلیسی: Minoru Ōki; ۱۶ دسامبر ۱۹۲۳ – ۳۰ مارس ۲۰۰۹) بازیگر اهل ژاپن بود.